# Estella del Marqués
Estella del Marqués es una entidad local  bajo la fórmula de EATIM, perteneciente al municipio de Jerez de la Frontera, en la provincia de Cádiz, comunidad autónoma de Andalucía, España. Se encuentra situado a 5,5 kilómetros del centro de Jerez y a unos cientos de metros del límite de esta localidad. El término pedáneo ronda los 1.500 habitantes, abarca unas 1600 hectáreas y engloba el Parque Forestal de las Aguilillas.

## Historia
Existe un yacimiento romano junta al poblado que demuestra la existencia de actividad comercial y asentamiento romano en el siglo I d. C., asociado a la producción vinícola. En aquella época había una laguna entre Caulina y Las Aguilillas formada por el arroyo Salado
Estella del Marqués fue fundada por alrededor de treinta familias de colonos —principalmente del Pto. Sta. María y Alcalá del Valle— en la década de 1950, a cargo del Instituto Nacional de Colonización. No obstante anteriormente había viviendas tipo chozos en la zona. En 1971 fue reconocida como entidad local menor. Desde los originarios colonos el pueblo actual ha experimentado un crecimiento demográfico moderado, con nuevas viviendas y la mejora calles, parques, plaza.
En el 2004, la Junta de Andalucía aprobó el escudo y la bandera de la pedanía: tres árboles, ordenados en palo, simbolizando la esperanza de los colonos de hacer fértiles y productivas las nuevas tierras; la estrella con siete puntas determinando que la población es una de las siete creadas para cubrir la zona prevista en el Plan de Regadío del campo de Jerez de la Frontera. Los colores que componen la bandera son el blanco, el rojo y el verde simbolizando respectivamente la paz, el esfuerzo y la esperanza.
Durante el siglo XXI están aumentando las parcelas alrededor del núcleo, aumentando su tamaño.

## Monumentos
La población está incluida en el Catálogo General del Patrimonio Inmueble de Andalucía por el Instituto Andaluz del Patrimonio Histórico e inscrito en el Registro Andaluz de Arquitectura Contemporánea (RAAC).
Destaca la iglesia de San Miguel, que será restaurada en breve especialmente su torre, en estado grave de deterioro. Está recogida en el registro de patrimonio de la Junta de Andalucía

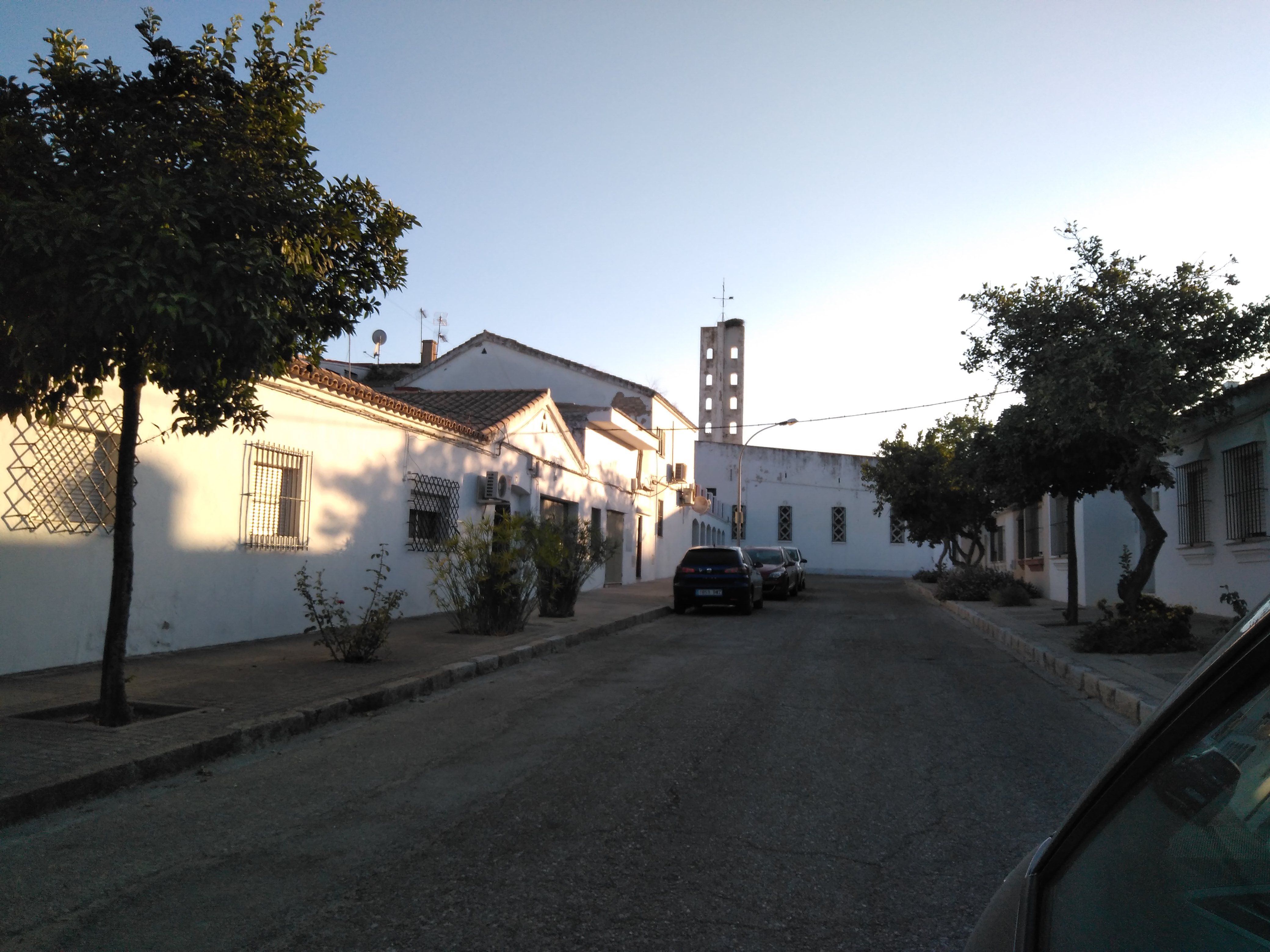
Torre de la Iglesia

## Evolución demográfica
El siguiente cuadro representa la evolución demográfica de la pedanía
| Gráfica de evolución demográfica de Estella del Marqués entre 1991 y 2006 |
|                                                                           |

## Recursos naturales
A pesar de la preocupante pérdida de masa arbórea,  y algunos proyectos fallidos (como el macro-camping junto al Circuito de Velocidad) la población sigue contando con interesante recursos:
- Parque Forestal de Las Aguilillas[14]

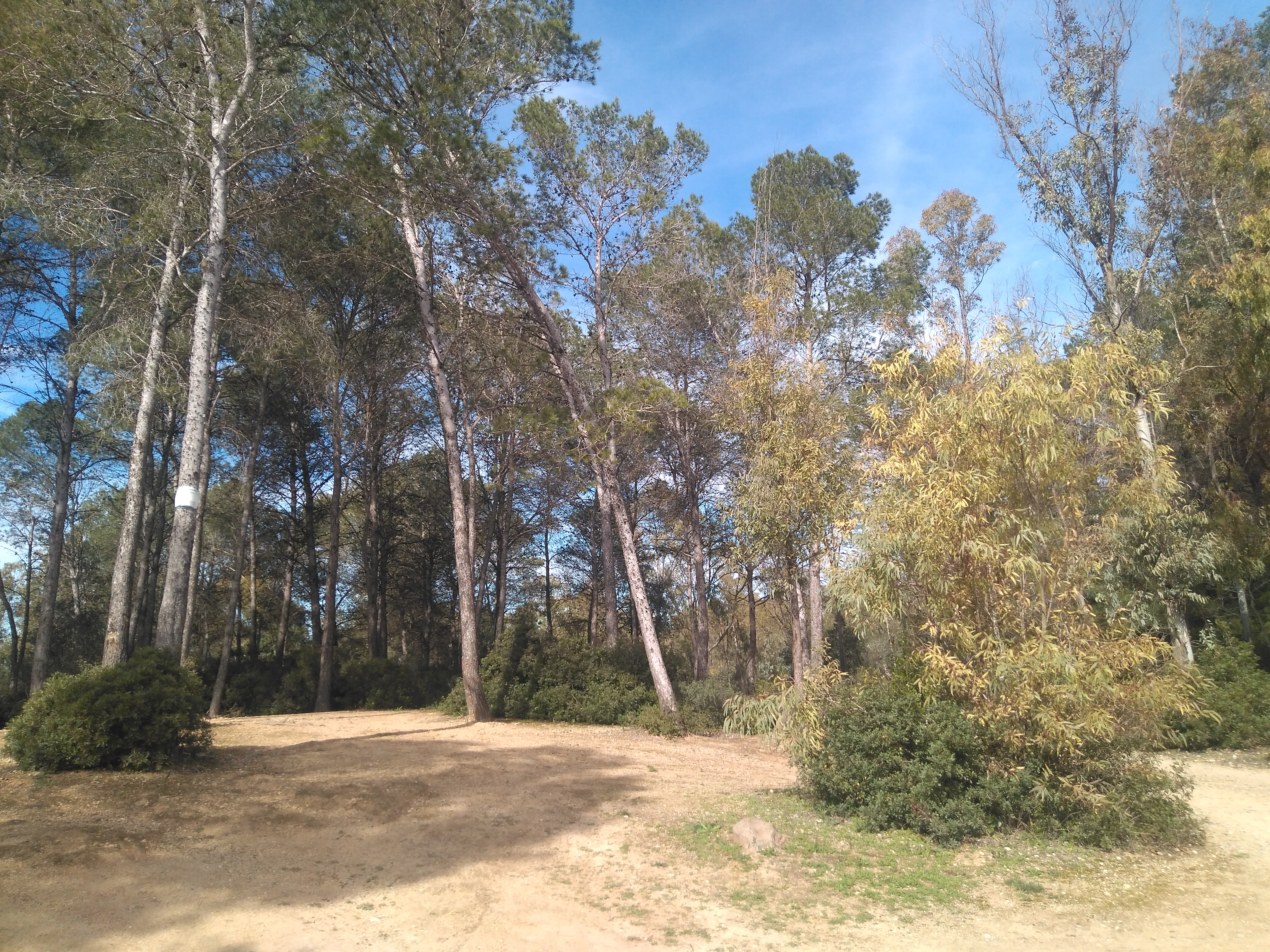
Parque Forestal de Las Aguilillas

- "Las Salinillas", localizados en los "Llanos de La Catalana"[15]

## Deportes
La pedanía contaba con un equipo de fútbol, el Estella CD, que militaba en la 2º División Andaluza de fútbol. El club fue fundado en 2008 y disputaba sus partidos como local en el Campo Municipal de Estella. El equipo desapareció al finalizar la temporada 2016/2017, debido a los malos resultados deportivos que arrastraba de años atrás.
Igualmente destaca la celebración durante varios años del Open de España de Cross Country (categoría internacional)
Actualmente hace uso de sus instalaciones una Academia de fútbol holandesa Juzzt Football Academy que cuenta con Miguel Ángel Rondán como cabeza para el proyecto. Juzzt Football Academy está dirigido por Rodger Linse y Eduardo Espejo, ambos representantes de jugadores.

## Celebraciones
- Feria en septiembre
- Día del ajo campero y del mosto[20]